# 右谷蠡王 (伊稚斜单于年间)
右谷蠡王，為西漢時匈奴領袖。前119年漠北之戰，漢軍在漠北大破匈奴軍隊，伊稚斜單于帶著殘軍在與漢軍戰亂中逃走。因為伊稚斜單于一個月多的時間未與匈奴人聯繫，右谷蠡王認為伊稚斜單于已經死亡，於是便自立為單于。十餘天後，伊稚斜單于與匈奴部落會合，右谷蠡王乃廢除單于的稱號。